# Eva Lys

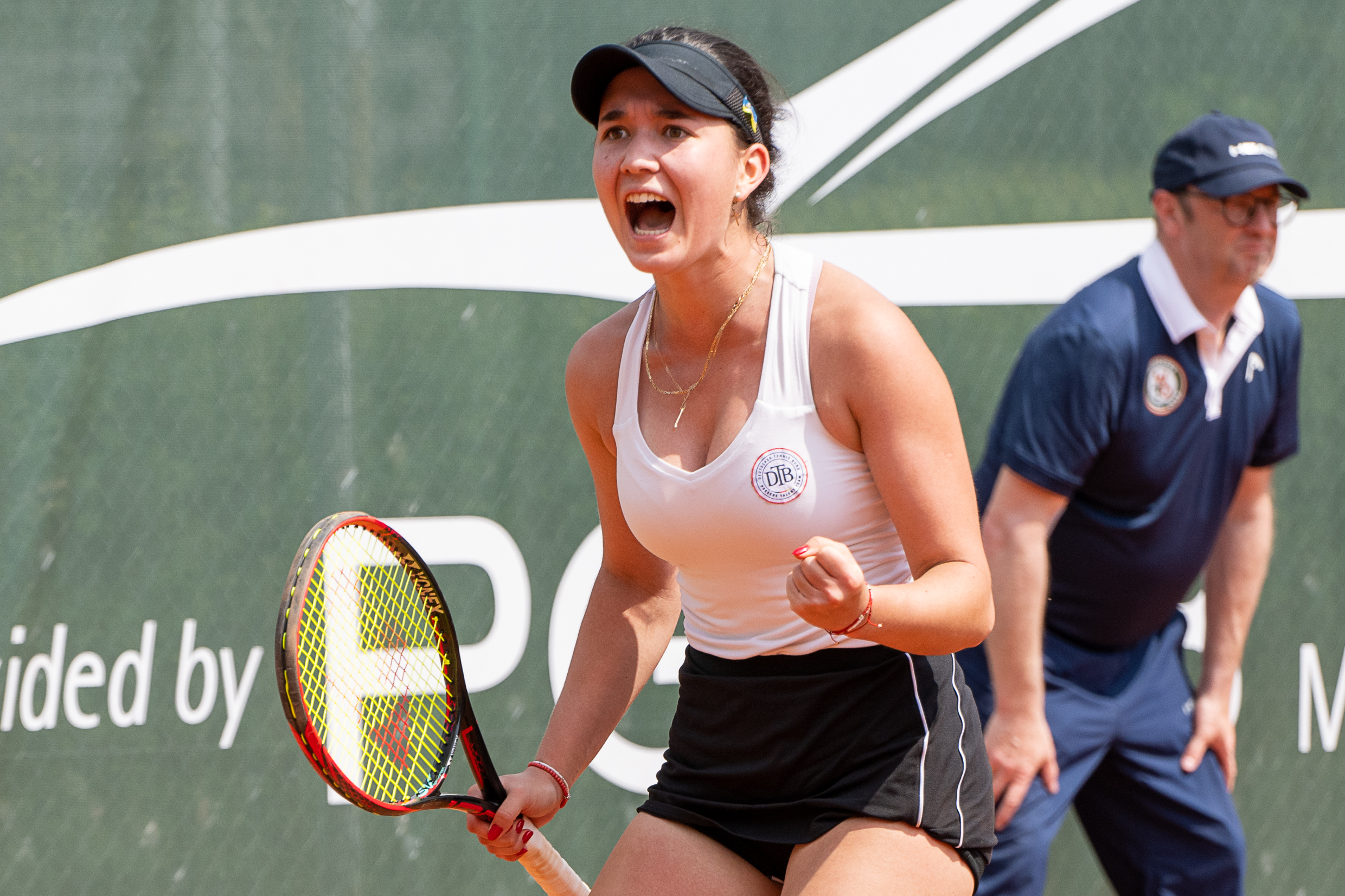
Wiesbaden Tennis Open: Eva Lys bezwingt die auf vier gesetzte Clara Burel mit 6:4 und 6:4.

Eva Lys (* 12. Januar 2002 in Kiew, Ukraine) ist eine deutsche Tennisspielerin.

## Leben

### Persönliches
Eva Lys wurde in Kiew geboren und kam im Alter von zwei Jahren nach Deutschland. Sie hat zwei Schwestern. Ihre ältere Schwester Lisa spielte ebenfalls professionell Tennis. Ihr Vater Wolodymyr Lys gewann für die Ukraine gemeinsam mit Oleksandr Jarmola bei den Tenniswettbewerben der Sommer-Universiade 1997 Bronze im Herrendoppel.
Im Jahr 2020 wurde Eva Lys eine rheumatische Autoimmunerkrankung (Spondyloarthritis) diagnostiziert, die sie als Ursache für teilweise kurzfristige Absagen veröffentlicht hat.

### Karriere
Lys begann mit fünf Jahren mit dem Tennisspielen und bevorzugt Hartplätze. Sie spielte am Anfang ihrer Profikarriere vor allem auf der ITF Women’s World Tennis Tour, wo sie bislang drei Titel im Einzel gewinnen konnte.
Bei den Australian Open 2020 qualifizierte sie sich für das Hauptfeld des Juniorinneneinzel, verlor aber in der ersten Runde knapp in drei Sätzen gegen Melania Delai; im Juniorinnendoppel erreichte sie mit ihrer Partnerin Amarissa Kiara Tóth das Achtelfinale.
Am 1. März 2020 gewann sie die AK Ladies Open 2020.
Ende des Jahres 2021 wurde Eva Lys Deutsche Tennismeisterin, als sie im Finale der nationalen Meisterschaften Mara Guth mit 6:2 und 6:4 besiegte.
In der 1. Tennis-Bundesliga trat sie 2018 und 2019 in der 2. Tennis-Bundesliga für den Club an der Alster an.
Im Jahr 2022 spielte Lys erstmals für die deutsche Billie-Jean-King-Cup-Mannschaft; ihre Billie-Jean-King-Cup-Bilanz weist bislang einen Sieg und eine Niederlage aus.
Als erste Lucky Loserin zog Eva Lys 2025 im Dameneinzel bei den Australian Open ins Achtelfinale ein. Auf dem Weg dahin bezwang sie in der ersten Runde die Australierin Kimberly Birrell mit 6:2 und 6:2, in Runde zwei gewann sie gegen die Französin Warwara Gratschowa 6:2, 3:6 und 6:4 und in der dritten Runde schlug sie die Rumänin Jaqueline Cristian mit 4:6, 6:3 und 6:3. Im Achtelfinale unterlag sie dann der Polin Iga Świątek mit 0:6 und 1:6. Durch ihre Achtelfinalteilnahme konnte sie sich zum ersten Mal unter den Top 100 der Weltrangliste platzieren.

## Erfolge

### Einzel

#### Turniersiege
| Nr. | Datum            | Turnier      | Kategorie | Belag             | Finalgegnerin             | Ergebnis      |
| --- | ---------------- | ------------ | --------- | ----------------- | ------------------------- | ------------- |
| 1.  | 1. März 2020     | Altenkirchen | ITF W25   | Teppich (Halle)   | Bibiane Schoofs           | 6:2, 6:4      |
| 2.  | 30. Oktober 2021 | Istanbul     | ITF W25   | Hartplatz (Halle) | Indy de Vroome            | 6:2, 7:64     |
| 3.  | 16. Oktober 2022 | Trnava       | ITF W60   | Hartplatz (Halle) | Anna Karolína Schmiedlová | 6:2, 4:6, 6:2 |

#### Finalteilnahmen
| Nr. | Datum            | Turnier    | Kategorie | Belag             | Turniersiegerin     | Ergebnis |
| --- | ---------------- | ---------- | --------- | ----------------- | ------------------- | -------- |
| 1.  | 6. November 2022 | Shrewsbury | ITF W100  | Hartplatz (Halle) | Markéta Vondroušová | 5:7, 2:6 |

## Karrierestatistik und Turnierbilanz
Einzel
Die letzte Aktualisierung erfolgte nach dem WTA-Turnier in Bad Homburg 2025.
| Turnier                      | 2020              | 2021              | 2022              | 2023      | 2024      | 2025      | T / T      | S/N        | Sieg%      |
| ---------------------------- | ----------------- | ----------------- | ----------------- | --------- | --------- | --------- | ---------- | ---------- | ---------- |
| Australian Open              | –                 | –                 | –                 | 1         | Q3        | AF        | 0 / 2      | 3:2        | 60 %       |
| French Open                  | –                 | –                 | –                 | Q1        | 1         | 2         | 0 / 2      | 1:2        | 33 %       |
| Wimbledon                    | n. a.             | –                 | Q1                | Q2        | 1         | 2         | 0 / 2      | 1:2        | 33 %       |
| US Open                      | –                 | –                 | Q3                | 2         | 1         |           | 0 / 2      | 1:2        | 33 %       |
| Dubai                        | a. K.             | –                 | a. K.             | –         | Q2        | 2         | 0 / 1      | 1:1        | 50 %       |
| Indian Wells                 | n. a.             | –                 | –                 | Q2        | –         | 2         | 0 / 1      | 0:1        | 0 %        |
| Miami                        | n. a.             | –                 | –                 | Q2        | –         | Q2        | 0 / 0      | 0:0        | –          |
| Madrid                       | n. a.             | –                 | –                 | Q1        | –         | 2         | 0 / 1      | 1:1        | 50 %       |
| Rom                          | –                 | –                 | –                 | –         | –         | 2         | 0 / 1      | 1:1        | 50 %       |
| Peking                       | nicht ausgetragen | nicht ausgetragen | nicht ausgetragen | 1         | –         |           | 0 / 1      | 0:1        | 0 %        |
| Billie Jean King Cup         | –                 | –                 | PO                | RR        | –         |           | 0 / 2      | 1:1        | 50 %       |
| Statistik                    | Statistik         | Statistik         | Statistik         | Statistik | Statistik | Statistik | S/N        | S/N        | Sieg%      |
| Turnierteilnahmen            | 1                 | 19                | 24                | 20        | 17        | 14        | Gesamt: 95 | Gesamt: 95 | Gesamt: 95 |
| Erreichte Finals             | 1                 | 1                 | 2                 | 0         | 0         | 0         | Gesamt: 4  | Gesamt: 4  | Gesamt: 4  |
| Gewonnene Titel              | 1                 | 1                 | 1                 | 0         | 0         | 0         | Gesamt: 3  | Gesamt: 3  | Gesamt: 3  |
| Hartplatz-Siege/-Niederlagen | 0:0               | 11:6              | 25:11             | 21:14     | 13:7      | 10:8      | 80:46      | 80:46      | 63 %       |
| Sand-Siege/-Niederlagen      | 0:0               | 10:10             | 14:8              | 4:5       | 13:8      | 7:6       | 48:37      | 48:37      | 56 %       |
| Rasen-Siege/-Niederlagen     | 0:0               | 0:0               | 0:2               | 1:1       | 4:2       | 1:2       | 6:7        | 6:7        | 46 %       |
| Teppich-Siege/-Niederlagen   | 5:0               | 0:1               | 1:1               | 0:0       | 0:0       | 0:0       | 6:2        | 6:2        | 75 %       |
| Gesamt-Siege/-Niederlagen    | 5:0               | 21:17             | 40:22             | 26:20     | 30:17     | 18:16     | 140:92     | 140:92     | 60 %       |
| Sieg%                        | 100 %             | 55 %              | 65 %              | 57 %      | 64 %      | 53 %      | Gesamt:    | Gesamt:    | 60 %       |
| Jahresendposition            | 604               | 340               | 123               | 130       | 130       |           | N/A        | N/A        | N/A        |

Zeichenerklärung: S = Turniersieg; F, HF, VF, AF = Einzug ins Finale / Halbfinale / Viertelfinale / Achtelfinale; 1, 2, 3 = Ausscheiden in der 1. / 2. / 3. Hauptrunde; RR = Round Robin (Gruppenphase); n. a. = nicht ausgetragen; a. K. = andere Kategorie; PO (Play-off) = Auf- und Abstiegsrunde im Billie Jean King Cup; K1, K2, K3 = Teilnahme in der Kontinentalgruppe I, II, III im Billie Jean King Cup.
Anmerkung: Diese Statistik berücksichtigt alle Ergebnisse im Einzel bei ITF- und WTA-Turnieren. Als Quelle dient die ITF-Seite der Spielerin. Dargestellt sind nur WTA-Turniere der Kategorien Premier Mandatory und Premier 5 (2009–2020) bzw. die WTA-Turniere der Kategorie 1000 (seit 2021).